# Gonocarpus pusillus
Gonocarpus pusillus är en slingeväxtart som först beskrevs av Robert Brown och George Bentham, och fick sitt nu gällande namn av Anthony Edward Orchard. Gonocarpus pusillus ingår i släktet Gonocarpus och familjen slingeväxter. Inga underarter finns listade i Catalogue of Life.